# 廖書蘭
廖書蘭（英語：Liao Sulan）是一位作家，文學博士，祖籍江蘇武進，出生台北，定居香港。

## 生平
全國港澳研究會會員，新界鄉議局議員，香港珠海學院亞洲研究中心兼任研究員，亞洲華文作家協會香港分會會長，國際筆會香港中國筆會 會長。
曾任香港亞洲電視早晨普通話新聞報導員、歷任香港學校朗誦節 評判、民政總署贊助全港青年學藝創作大會評判、曾獲廣興文教基金會獎學金、中華僑聯文教基金會華文著述獎冠軍、亞洲華文作家基金會文藝獎最佳散文獎等。

## 出版書籍
《被忽略的主角》

 、
《黃花崗外》 

、 《煙雨十八伴》、 《書蘭中英短詩選》、 《放飛月亮》。
新詩 《海戀》、《春天來了》、《山旅》、《和著水聲一起輕歌》。
散文《不一樣的母子情》、《母愛成就了他》。